# Aston (West Midlands)
Aston is een plaats in het bestuurlijke gebied City of Birmingham, in het Engelse graafschap West Midlands. De plaats, die door de stedelijke bebouwing eigenlijk onderdeel is geworden van de noordelijke binnenstad van Birmingham, telt 26.972 inwoners (2001).

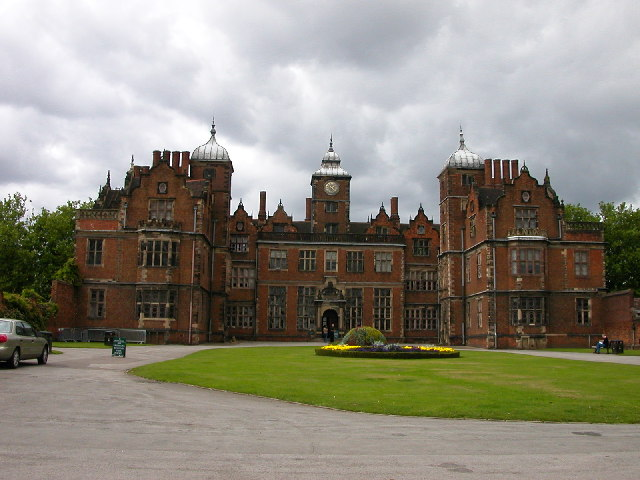
Aston Hall

## Geboren in Aston
- Geezer Butler (1949), musicus, basgitarist van Black Sabbath
- Wal Handley (1902), motor- en autocoureur